# 장혜선
장혜선(張惠善, 1965년 8월 17일 ~ )은 대한민국의 성우이다. 1988년 KBS 21기 공채 성우로 데뷔하였다.

## 출연 작품

### TV 애니메이션
- 드래곤볼 GT - 치치
- 마법기사 레이어스 (SBS) - 마린 블루
- 명탐정 코난 (KBS, 투니버스) - 유미란, 김유미
- 은하탐정 케인 (SBS)
- 전설의 용사 다간 (SBS) - 수민
- 파워 디지몬 (KBS) - 어른 이미나

### 애니메이션 영화
- 귀를 기울이면 - 코우사카 선생
- 마녀 배달부 키키 - 키키의 친구

### 영화
- 그렘린 2 (SBS) - 부인 (잭키 조셉)
- 드라큘라 2000 (SBS) - 솔리나 (제니퍼 에스포지토)
- 매트릭스 (SBS) - 스위치 (벨린다 매크로리)
- 못말리는 로빈 후드 (KBS) - 주술사 (트레이시 울먼)
- 수호전지 영웅본색 (SBS) - 마을 주민
- 스워드 피쉬 (SBS) - 말레사(드레이 더 머테이오)
- 오복성 (KBS) - 진회장의 딸(하문석) / 경찰의 애인(이새봉)
- 터미네이터 (SBS)
- 텀블위즈 (KBS)
- 희극지왕 (SBS)

### 방송
- 뉴스와 생활경제 (SBS)
- 청소년에게 고함 (MBC)
- TV는 사랑을 싣고 (KBS)

### 라디오
- 소리동화 '내 마음의 보석상자' (KBS 제1라디오)
- KBS 라디오 극장 10년(능수엄마) (KBS 제2라디오)
- 라디오 여행기(아이아 시골여행) (KBS 제3라디오)